# Carmenta tildeni
Carmenta tildeni is een vlinder uit de familie wespvlinders (Sesiidae), onderfamilie Sesiinae.
Carmenta tildeni is voor het eerst wetenschappelijk beschreven door Eichlin in 1995. De soort komt voor in het Nearctisch gebieden het  Neotropisch gebied.